# Alliance noire-jaune

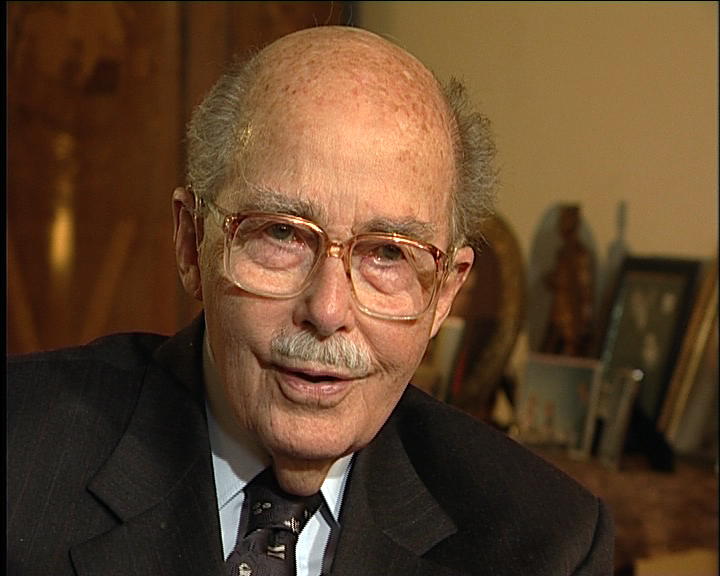
L'archiduc Otto von Habsburg-Lothringen, fils du dernier empereur d'Autriche Charles Ier et de la dernière Impératrice Zita (décédée en 1989)

La Schwarz-Gelbe Allianz, ou SGA (Alliance noire-jaune), est un parti politique autrichien d'orientation monarchiste. Elle prône le rétablissement de la monarchie en Autriche avec la Maison de Habsbourg-Lorraine à sa tête. Influencé par l'archiduc Otto de Habsbourg-Lorraine le parti était généralement de centre-droite dans son idéologie politique[réf. nécessaire]. Il a été fondé en 2004 et il est présidé par Wolfgang Geißler.